# Трепча (рудник)
Трепча је велики индустријски комплекс у Србији, који се налази 9 km североисточно од Косовске Митровице. Рудник се налази на јужним падинама Копаоника, између врхова Црног врха (1.364 m) и Мајдана (1.268 m), док представља највећег рудника олова и цинка у Европи.
Са до 23.000 запослених, Трепча је некада била једна од највећих компанија у Југославији. Тридесетих година двадесетог века британска компанија је стекла право на експлоатацију рудника Стари Трг у близини Косовске Митровице. Након Другог светског рата, под социјалистичким управљањем, компанија се додатно проширила.

## Преглед
Предузеће познато као Трепча било је конгломерат од 40 рудника и фабрика, углавном на Косову и Метохији, али и на локацијама у Црној Гори. Али срце његових операција и извор већине сировина, је огроман рударски комплекс источно од Косовске Митровице на северу Косова, познат још од римских времена.
Међутим, затварањем неколико рудника и фабрика крајем 1980-их и 1990-их, рударски комплекс Трепча на Космету сада обухвата само седам рудника олова и цинка, три концентратора, једну топионицу и једну фабрику цинка. Мине су категоризиране према њиховој географској локацији:
- Северни ланац: Бело Брдо, Црнац и Жута Прлина
- Средњи ланац: Стари Трг
- Јужни ланац: Хајвалија, Ново Брдо и Кишница

То је све што је остало од огромног комплекса који је током 1980-их запослио 20.000 радника и чинио је 70% укупног југословенског богатства.
Рудници и даље имају резерве од 60,5 милиона тона руде, 4,96% олова, 3,3% цинка и 74,4 gr/t сребра, што се преводи као три милиона тона олова, два милиона тона цинка и 4,500 тона сребра.

## Историјат

### Средњи век

#### Порекло
Стари Трг је један од ретких рудника који је био оперативан још из римског периода. Након римских времена, регион је био колонизован, под утицајем, или је политички доминирало стално променљивом популацијом. Римљани су, након што су окупирали илирске територије, били задивљени њиховим вештинама израде и вађења и прераде различитих минерала од злата, сребра, олова, жељеза и бакра. Размотривши ову експертизу која је у овом периоду била ретка, римски цар Трајан је одлучио да премести једно од илирских племена у руднике Трансилваније како би Илири тамо радили и истовремено подучили друге раднике рударској уметности. Изграђене су бројне грађевине из римског царства, укључујући тврђаве, бунаре, шпиље итд. Главна тврђава је изграђена за римски град Municipium DD који је био главни град римске провинције Дарданци. Распадом Римског царства и словенским миграцијама, рударска активност се смањила, што је довело до затварања до касне средњовековне ере (1000–1492). Дуга историја узастопних прилива византијског, бугарског, српског, албанског и турског народа помаже да се објасни културно мешање и наслеђе старих жалби које су у основи хаоса деведесетих година.

## Геолошка истраживања сребрне планине
Завршетком Првог светског рата у краљевини Србији,Хрвата и Словенаца, после нешто више од 200 година прекида сваке рударске активности, настаје поновно интензивирање рударске делатности. Највећи део рудишта са подручја Старог Трга постаје предмет интересовања страног капитала,у првом реду енглеског.
Почетком 1919. године била је упућена једна енглеска мисија која је имала задатак да процени штете нанете привреди краљевине услед непријатељске окупације током Првог светског рата и да предложи неопходне мере за обнову опустошених крајева.
Члан ове Мисија Александар Бреј (енгл. Alexandar Wray) из одељења за научна и индустријска истраживања у току лета 1919. године, поднео је опширан извештај под насловом Геологија и минерална богатства државе Срба,Хрвата и Словенаца. У овом извештају он је дао оцену стања свих рудника који су били активни до избијања Првог светског рата, а делом експлоатисани од стране Аустроугарске монархије. Иако у региону Копаоника у то време није било активних рудника. Вреј је обишао и овај терен и у свом извештају је нагласио постојање сулфида олова и цинка, који су у прошлости експлоатисани на многим местима, о чему су сведочила многа рударска насеља и стара шљакишта. Он подвлачи, да су на овом подручју најважније руде олова, али и да има и руда цинка, гвожђа,бакра и сребра. Интересантно је да у набрајању локалитета он помиње између осталих. Бело Брдо, Војетин, а Стари Трг и Трепчу посебно напомиње. Као разлог што овај рударски регион до тада није валоризован, он наводи непостојање неопходних саобраћајних комуникација.
Већ 1924. године по брдовитим и запуштеним крајевима у подгорју Копаоника и Косовско-моравске области, размилеле су се у групе енглеских истраживача-геолога,који су претражили стара рудишта. О интензитету и обиму истрага које су предузели може се судити и по једном извештају у коме стоји податак да су на овим теренима пронашли и обележили на мапама око 10,000 старих копова.
Обзиром да је читав овај регион као рударску концесију добио Никола Пашић непосредно након прикључења Србији после балканских ратова Selection Trust LTD је ступио у везу са њим и повео преговоре о куповини ове концесије али само на искључиво право истраживања
И за живота Николе Пашића у преговоре са Енглезима био је укључен његов син Радомир-Раде Пашић. Ради добијања оцене праве вредности концесије млађи Пашић је ангажовао једну екипу стручњака на челу са загребачким професором Тућаном. Ова екипа је још 1925. године извршила истраживања на терену и закључила да је Трепча грандиозно налазиште среброносних и златоносних оловним цинковних и бакарних руда и да никаква сума која се уложи у њихову експлоатацију није превелика.
Крајем 1925. године југословенски инжењер Драшкоци скренуо је пажњу енглеској компанији Selection Trust LTD на могућности које Трепча пружа. Компаније је већ почетком наредне године упутила екипу експерата да истражи подручје Старог Трга и околине.
Дакле, од 1926. године рудне потенцијале Трепче испитивала је британска компанија Selection Trust LTD, на челу са Алфредом Честером (енгл. Alfred Chester Beatty), ирско-америчким инжињером рударства. Он је био познат по томе да је упошљавао добре стручњаке, који су проналазили профитабилне наслаге руде.
У случају Трепче, опсежна истраживања у раздобљу од 1925. до 1932. године извршио је енглески инжињер Харолд Аборт Титкомб (енгл. Harold Abbott Titcomb) и југословенски инжињер Зборил. Већ у јулу исте године утврђено је постојање богатог оловно-цинковног рудног тела на хоризонту 830м. Након тога „Selection Trust LTD“ откупљује концесију „Трепча“ за експлоатацију руда од Радомира Пашића. Ова концесија простирала се на површини од 529.742.261м2 у Трепчи, Рогозни и Слатинској Соколици.
Након првих повољних резултата на хоризонту 830 метара извршена су геолошка истраживања и на коти 610 метара и коти 485 метара, као и на локалитетима у рејону села Мељенице, око 1,5 километара северно-источно од Старог Трга, затим на Трепчанском брду, око 2,5 километара источно од рудника. Истражним радовима утврђено је да се рудна маса састоји из сулфида олова, цинка и гвожђа, са малом количином сребра удруженог са оловом.

## Оснивање предузећа „Trepca Mines Limited“
Након првих резултата истраживања добијене су јасне индикације о огромним рудним потенцијалима лежишта у Старом Тргу. Због тога је 9. децембра 1927. године основана компанија Trepca Mines Limited, са седиштем у Лондону, генералном дирекцијом у Звечану и пословницом у Београду, са 2.400 радника, 60 инжињера и 50 чиновника као и почетним капиталом од скоро 300.000£. Компанија је регистрована 22. децембра исте године. На челу компаније налазио се Алфред Честер Бити са још 19 експерата из Велике Британије и Америке. Од 1928. године руковођење компанијом поверено је познатом енглеском рударском инжењеру Ховију.
Компанија је приступила системским истражним радовима и већ 1928. године биле су утврђење резерве руде од 500.000 тона. Ова количина је од 1930. године повећана на 1.750.000 тона. Истовремено је повећан и акцијски капитал, који је приликом оснивања компаније износио 107.500 фунти стерлинга. Због проширења истражних радова, ова сума је убрзо повећана на 200.000£. Кад су утврђене велике количине руде, Управни одбор компаније је 1929. године одлучио да се капитал повећа на 1.000.000£ ради изградње постројења за транспорт и флотирање руде, те изградње радничких насеља и стамбених објеката за службенике и инжењерски кадар у Старом Тргу, Првом Тунелу, Звечану. Гради се и пут од Косовске Митровице до Старог Трга дужине од око 9 km.
Утврђење резерве руде биле су велике не само по количини већ и богате по садржају олова, цинка и других метала, пре свега сребра. Такође биле су концентрисане на малом простору, што је њихову експлоатацију чинило веома рентабилном. Сем тога, овај рударски регион имао је и повољан географски положај с обзиром на потрошаче његових концентрата. Наиме, пошто је је краљевина Југославија била индустријски неразвијена земља, није имала потребу за оловом и цинком који су се производили у Трепчи, већ су они били намењени извозу. Потрошачких ових метала могле су бити само западно-европске и средње-европске индустријске земље. Пошто су се оне овим металима претежно снабдевале из прекоокеанских земаља, рудник Стари Трг, имао је обезбеђен пласман на тржишту Европе, с обзиром на далеко мање транспортне трошкове.

## Долазак првих инжињера, службеника и рудара
Формирањем компаније већ крајем 1927. године су отпочеле ужурбане припреме и започели велики радови на отварању рудника у Старом Тргу. Долазе први инжињери из Енглеске, Ирске, Шкотске, групе стручњака емиграната из Совјетског Савеза и српски исељеници из северне Америке.
У Енглеској и Америка расписан је конкурс за рударске стручњаке свих рударских занимања. У почетку надница је била висока и износила је 20 динара. Међу првима дошли су српски исељеници из Енглеске, Америке па чак и из удаљене Аљаске, Мичигена и других места. Акционар Батушић, који је градио железничку пругу Краљево-Скопље по завршетку деоница отпуштао је раднике који су радили на постављању пруге. Претежна радна снага била је из Лике,Далмације,Херцеговине и Црне Горе. Отпуштени радници су “трбухом за крухом“ жељно потражили посао у руднику Стари Трг. Дошли су код тадашњих послодаваца да раде било које посао, према својим способностима. Неки су одмах за веће наднице кренули у рудник, а неки на изградњи пута, зграда и осталих објеката. По завршетку изградње поткопа на коти 610. хоризоната дужине 2.700 метара, и постављањем пруге уског колосека,изградњом жичаре и пруге на порталу за извоз руде, рудник је у целини почео са пробним радом.
Стручни рударски техничари и радници дошли су и из многих рудника тадашње Краљевине Југославије. Акционари предузећа у почетку водили су бригу о квалитету рудника и јамских просторија. Пронађено рудно тело на лаком локалитету, свега 20-30 метара испод земље, проширило се на четири хоризонта испод земље у дубини до 150 метара на коти 610. Отварањем рударских тунела и рудних откопа вађена је најбоља руда високог квалитета и садржаја метала у оловно-цинканој руди. Брзо су се градили рударски објекти-извозно окно, постројење лифта за превоз људства и извоз руде и спуштање јамског материјала. Први су дошли крајем 1927. године, тада чувени рударски стручњаци Јовица Маљковић и Милисав Влаховић. Потом стижу из Сењских рудника први школовани рударски стручњаци Павле Пранић, Божа Ђумић, Јова Косова, са завршеном тада надзорничком школом чувене рударске школе из Књажевца. У рудник стижу тадашњи свршени студенти из Лондона Милисав Тодоровић и Ђока Алексић, који су били први службеници и преводиоци. Формирају се рударска насеља-оснивају се породице.
Из далеке Америке, са југа Аљаске, у рудник стиже и Никола Павловић главни рударски техничар и преводилац са енглеског језика. Такође, из Америке стижу групе радника из Мичигена, са њима долазе и Милан Стоисављевић и тада најбољи рудар-тесар Спасоје Антић родом из Житорађе. Руски емигранти су били међу првим стручњацима рударских занимања, а истицали су се инжињер Авдиченко и тесарски радник Иван Маћеновски који је израдио први извозни торањ за руду, а затим радио на изградњи жице. Почетак рада стротржанског рудника, брзо је привукао велики број радника и службеника из Топличког краја. На службу у Управу рудника долази и Михаило Златковић из села Прекадина код Прокупља, а међу најшколованијим рударским стручњацима био је Петар Лончар родом из Дрниша.

## Свечано отварање рудника
Свечано отварање рудника обављено је 10. октобра 1930. године. Свечаности су краљ Александар Карађорђевић, Кнез Павле, министар шума и руда Душан Сернец, министар трговине и индустрије Деметровић, генерални директор „Selection Trust LTD“ и председник Управног одбора компаније „Trepca Mines Limited“ Алфред Честер Бити и други представници компаније из Енглеске,као и британски посланик у Београду Хендерсон.
Краљ Александар Карађорђевић стигао је у Косовску Митровицу у 09:30 часова специјалним возом из Београда који је пристао на стару станицу „Bair“, а потом је уз ескорт аутомобилом отишао до Косовске Митровице и Старог Трга.
Друштво „Трепча” је код Косовске Митровице 1939. сазидало димњак висок 122 метра, највећи на Балкану.